# Információs társadalom (fogalom)
Az információs társadalom (angolul information society) elmélete szerint a társadalomban az információ előállítása, elosztása, terjesztése, használata és kezelése jelentős gazdasági, politikai és kulturális tevékenység. Ennek közgazdasági társfogalma a tudásgazdaság, amely szerint az értelem gazdasági hasznosításán keresztül érték jön létre.
Ennek a társadalomtípusnak a sajátossága az információ-technológia központi szerepe a termelésben, a gazdaságban és általában a társadalomban. Az információs társadalmat az ipari társadalom örökösének is tekintik. Szorosan kapcsolódik a posztindusztriális társadalom (Daniel Bell), a posztfordizmus, a posztmodern társadalom, a tudástársadalom és a hálózati társadalom (Manuel Castells) fogalmaihoz.

## Fontosabb jellemzői
A legtöbb elemzés a következő jellemzőket emeli ki (ezek nem feltétlenül, egyszerre és abszolút mértékben lesznek jellemzőek, a lenti kép lehetséges alternatívák gyűjteménye)
- Az információ, mely mint a technológiai fejlődés alapja az ipari társadalomban is fontos szerepet kapott, most már önálló értékké válik.
- Az információs társadalom középpontjában az információfeldolgozó technológia áll.
- Az "érvényes tudás" felezési ideje (az az idő, mialatt elavulttá válik) a fejlődés gyorsulása miatt jelentős mértékben csökken (éves, esetleg hónapos nagyságrendre). Állandó követelménnyé válik az élethosszig tartó tanulás, mely a munkavállalótól egyre inkább az ismeretterületek közti mobilitást követeli meg, az egy szakma elsajátításának hagyományos követelménye helyett.
- Minthogy értékké, az információ hatalmi tényezővé válik, a hatalom azé lesz, aki az információt termeli és elosztja (ld. még információmonopólium).

## Az információs társadalom modelljének kidolgozása
Az információs társadalom fogalmának egyik első kifejlesztője a közgazdász Fritz Machlup volt. 1933-ban Machlup a kutatási szabadalmak hatását kezdte tanulmányozni. Munkája 1962-ben a "The production and distribution of knowledge in the United States" (A tudás termelése és elosztása az Egyesült Államokban) című jelentős áttörést hozó tanulmányában érte el csúcspontját. A könyv megjelenését széles körű figyelem övezte, lefordították oroszra, és japánra is.
A történelemfilozófiában Alvin és Heidi Toffler népszerű elmélete szerint először a halász-vadász-gyűjtögető társadalom, majd a földművelő társadalom, majd az ipari társadalom, majd az információs társadalom alakult ki. Problémák az elmélettel: a periódusok időtartama között nagyságrendi különbség van; hosszú átmenetek vannak a korszakok között; legfeljebb domináns tevékenységformákról beszélhetünk, ugyanis a legkorábbi időkre utaló aktivitások (halászat stb.) ma is megvannak; a változások nem globális jellegűek, vannak alacsonyabb szinten rekedt társadalmak.
A japánok szintén élen jártak a kérdés tanulmányozásában. Az 1960-as és 70-es években Japánban a gazdasági válságok hatására a túlélés és a siker érdekében az ipar "tudás-intenzív" ágazatit mozgósítják, felértékelődik az információ értéke. Megjelenik az I.T. eszméje vagy annak előképe is. Tadao Umesao 1963-as előrejelzésében az információs szektor térnyerését tapasztalva elsőként fogalmazza meg az információs társadalom eljövetelét és használja az információgazdaság kifejezést. Yujiro Hayashi 1967-ben megalkotja az összetett társadalmi folyamatokra vonatkozó "informatizálás" kifejezést. Konichi Kohyama kiterjeszti a fogalmat "információs társadalommá".

## Meghatározás
A tudományos irodalomban sokféle elmélet található arról, hogy mit nevezünk információs társadalomnak. Ez a fejezet néhányat mutat be közülük. A tudás/információ gazdaság, a posztindusztriális társadalom, a posztmodern társadalom, az információ társadalom, a hálózati társadalom, az információs kapitalizmus, a hálózati kapitalizmus, stb. elméletei mind azt mutatják, hogy fontos szociológiai kérdés, melyik társadalomban élünk és a velünk élő társadalomban milyen szerepet játszik a technológia és az információ. Mindkét szempont központi kérdése az információs társadalom elméletének.
Fritz Machlup (1962) vezette be a tudásipar fogalmát. Öt szegmenst különböztetett meg a tudás szektorán belül: oktatás, kutatás és fejlesztés, tömegmédia, információ technológiák és információ szolgáltatások. Ezen a felosztáson alapulva úgy számolta, hogy 1959-ben az USA GNP-jének 29%-át állította elő a tudásiparban.
Peter Drucker (1969) amellett érvelt, hogy a materiális javakon alapuló gazdaság és a tudáson alapuló gazdaság között létezik átmenet.
Marc Porat (1977) az információ gazdaságban megkülönböztetett egy elsődleges szektort (információ javak és szolgáltatások, amelyeket az információ termelésében, elosztásában vagy feldolgozásában közvetlenül felhasználnak) és egy másodlagos szektort (a kormány és információt nem előállító vállalatok belső felhasználására készülő információ szolgáltatások). Porat az információ elsődleges és másodlagos szektorának összesített GNP értékét használta az információ gazdaság indikátoraként. Az OECD Porat definícióját alkalmazta az információ gazdaság részesedésének kiszámításához a teljes gazdaságon belül. Ezeken az indikátorokon alapulva az információs társadalmat olyan társadalomként határozták meg, ahol a GNP több, mint a fele áll elő és a munkavállalók több, mint a fele aktívan dolgozik az információ gazdaságban (Deutsch 1983).
Daniel Bell számára az egyes szolgáltatásokat és magát az információt előállító munkavállalók száma képezi egy társadalom információs karakterének indikátorát. „A posztindusztriális társadalom szolgáltatásokra épül. (…) Nem a nyers izomerő vagy az energia, hanem az információ számít. (…) Az a posztindusztriális társadalom, amelyben a foglalkoztatottak nagy része nem vesz részt megfogható javak előállításában” (Bell 1976: 127, 348).
Alain Touraine már 1971-ben posztindusztriális társadalomról beszélt. „A posztindusztiális társadalomba való átmenet akkor megy végbe, amikor az értékeket, szükségleteket és értelmezéseket megváltoztató szimbolikus javak előállításába irányuló befektetések jóval meghaladják a materiális javakét vagy „szolgáltatásokét”. Az ipari társadalom a termelés értelmezését formálta át, a posztindusztriális társadalom pedig a termelés eredményét változtatja meg, ez a kultúra. (…) Meghatározó elem, hogy a posztindusztriális társadalomban maga a teljes gazdasági rendszer a társadalmi beavatkozás tárgya. Azért hívjuk programozott társadalomnak, mert ez a kifejezés jól megragadja a vezetési, termelési, szervezési, elosztási és fogyasztási modellek létrehozásában rejlő lehetőségeket, és egy ilyen társadalom minden működési szintjével önnön társadalmi cselekvésének eredményeként jelenik meg és nem pedig természeti törvények vagy kulturális előírások eredményeként.” (Touraine 1988: 104). A programozott társadalomban még a kulturális reprodukció területe is tartalmaz olyan szempontokat, mely szerint az információt, a fogyasztást, az egészségügyet, a kutatást vagy az oktatást iparosítani kellene. A modern társadalom folyamatosan növeli saját kapacitásait, hogy önjáró lehessen, ami Tourain szerint úgy néz ki, hogy a társadalom a termelés mindig nagyobb részét forgatja vissza, hogy újra előállítsa és átalakítsa saját magát. Ez az elv a kapitalizmus eszméjének önreferenciális gazdaságként való felfogásának egy korai formája (Fuchs 2004).
Jean-François Lyotard (1984: 5) amellett érvelt, hogy a „tudás a termelés fő erejévé vált az elmúlt pár évtized során”, a tudás árucikké válhat. Lyotard szerint a posztindusztriális társadalom hozzáférhetővé teszi a tudást a laikusok számára is, mert a tudás és az információ technológiák elterjedtnek a társadalomban és megtörik a központi struktúrák és csoportok Nagy Narratíváit. Lyotard posztmodern viszonyrendszerként vagy posztmodern társadalomként jellemzi ezeket a megváltozott körülményeket.
Bellhez hasonlóan Peter Otto és Philipp Sonntag (1985) is azt állítja, hogy az információs társadalom az a társadalom, ahol a foglalkoztatottak nagy része az információ munkaköreiben dolgozik, többet foglalkoznak például információval, jelekkel, szimbólumokkal és képekkel, mint energiával vagy anyaggal. Radovan Richta (1977) érvelése szerint a társadalom szolgáltatásokon, oktatáson és alkotó tevékenységen alapuló tudományos civilizációvá alakult át. Szerinte ez az átalakulás lehet az eredménye a technológiai haladáson és a számítógépek technológiájának növekvő fontosságán alapuló tudományos-technológiai átalakulásnak, ahol a tudomány és a technológia a termelés közvetlen erőivé válik.
Nico Stehr (1994, 2002a, b) szerint a tudás alapú társadalomban a munkahelyek nagy része tudással való foglalatosságot foglal magában. „A jelen társadalma leírható tudás alapú társadalomként annak az élet minden területére és intézményére kiterjedt tudományos és technológiai tudás által” (Stehr 2002b: 18). Stehr számára a tudás a társas cselekvés képessége. A tudomány szerinte közvetlen termelő erővé válik, a tudás többé elsődlegesen nem a gépeké lesz, hanem már annak a természetnek felel meg, ami megjeleníti, bizonyos terveknek és programoknak megfelelően újrarendezhetve azt. Stehr szerint a tudás alapú társadalom gazdaságát nagyrészt nem anyagi bemenetek hajtják, hanem szimbolikus vagy tudás alapú bemenetek, ahol nagy számban találhatók olyan szakmák, amelyek a tudással való foglalatosságot foglalják magukban, és csökkenő számban találhatók olyan munkahelyek, amelyek alacsony kognitív képességet igényelnek, mint amilyen a gyártásban található (Stehr 2002a).
Alvin Toffler is amellett érvel, hogy az információs társadalom gazdaságának központi erőforrása a tudás: „A központi erőforrás – egyszerű szóval, ami széleskörűen összefoglalja az adat, információ, szimbólum, kultúra, ideológia és értékek fogalmait – a cselekvő tudás” (Dyson/Gilder/Keyworth/Toffler 1994).
Az információs társadalom elméletében az elmúlt években a hálózattársadalom fogalma nyert fontosságot. Manuel Castells információ technológia paradigmájában az információ mellett a hálózati logika áthatósága, rugalmassága és konvergenciája a központi elem. „Az információs társadalom egyik kulcsfontosságú jellegzetessége alapvető struktúrájának hálózati logikája, ami megmagyarázza a «hálózati társadalom» elvének használatát.” (Castells 2000: 57). „… történelmi tendencia, hogy a kialakuló társadalmi struktúrák domináns funkciói és folyamatai az információs korban egyre inkább hálózatokba szerveződnek. Civilizációnk új társadalmi morfológiája a hálózatokra épül. A hálózatépítés logikájának terjedése lényegileg módosítja mind a működési folyamatokat, mind az eredményeket a termelés, a tapasztalat, a hatalom és a kultúra folyamataiban” (Castells 2000: 598). Castells számára a hálózattársadalom egy új technológiai paradigma, az informacionalizmus eredménye.
Jan Van Dijk (2006) a hálózattársadalmat úgy írja le, mint egy „társas formáció a társadalmi és médiahálózatokkal, amelyek lehetővé teszik annak elsőrangú szerveződését minden lehetséges szinten (egyéni, csoportos/szervezeti vagy társadalmi). Továbbá ezek a hálózatok ennek a formációnak minden egységéhez és részéhez növekvő mértékben kapcsolódnak (Van Dijk 2006: 20). Van Dijk számára a hálózatok a társadalom idegrendszerévé váltak, ahogyan Castells a hálózattársadalom fogalmát a kapitalista átalakuláshoz kapcsolta, Van Dijk úgy tekintett arra, mint a szélesedő és szűkülő hálózatok logikai eredményére a természetben és a társadalomban.
Az információs társadalom, a tudástársadalom, a hálózattársadalom, a posztmodern társadalom, a posztindusztriális társadalom, stb. fogalmainak legkomolyabb kritikája, amit a neomarxista iskola fogalmazott meg, hogy azok olyan benyomást keltenek, mintha egy teljesen új társadalomba léptünk volna be. „Ha egyszerűen csak több az információ, akkor nehéz megérteni, valaki miért kelti azt a látszatot, hogy előttünk valami radikálisan új dolog van” (Webster 2002a: 259). A neomarxisták, mint Frank Webster amellett érvelnek, hogy ezek a megközelítések diszkontinuitást sugallnak azzal, hogy a jelen társadalmának semmi köze sincs ahhoz a társadalomhoz, ami 100 vagy 150 éve volt. Az ilyen feltevéseknek ideológiai karaktere van, mert ahhoz a nézethez illeszkednek, hogy semmit nem tehetünk a változásokért, hanem el kell fogadnunk a politikai realitásokat (Webster 2002b: 267). Ez a neomarxista kritika amellett érvel, hogy a jelen társadalma elsősorban még mindig kapitalista társadalom, ami gazdasági, politikai és kulturális tőke felhalmozására épül. Szintén elfogadják, hogy az információs társadalom elméletek hangsúlyt helyeznek a társadalom néhány fontos új minőségi elemére (globalizáció és informatizáció), de nem mutatják meg, hogy ezek a tulajdonságok általában véve kapitalista struktúrák. Ha lenne okfejtés a kontinuitásról és a diszkontinuitásról, a kapitalizmus fejlődése annak egy új szakaszába lépne.
Az információ társadalom, a tudástársadalom, a hálózattársadalom, az információs kapitalizmus, a posztindusztriális társadalom, a transznacionális hálózat kapitalizmus, a posztmodern társadalom, stb. elméletei azt mutatják, hogy a kortárs szociológiában eleven diszkusszió zajlik a jelenkori társadalom karakteréről és arról a szerepről, amit a technológiák, az információ, a kommunikáció és a kooperáció betölt benne. Az információs társadalom elmélete az információ és az információs technológiák társadalomban betöltött szerepével foglalkozik, a kérdés, hogy melyik kulcskoncepció használható a mai társadalom jellemzésére és hogyan lehet ilyen koncepciókat megfogalmazni. A kortárs szociológiának ez egy speciális ágává válik.

## Miről is van szó
Jelenleg nincs általánosan elfogadott elmélet arra, hogy pontosan mi nevezhető információ társadalomnak és inkább mi nem. A legtöbb teoretikus egyetért azzal, hogy egy átalakulást látunk, ami valamikor az 1970-es évek és napjaink között kezdődött és ami megváltoztatja annak a módját, ahogy a társadalmak alapvetően működnek. Az információ technológia nem csupán az internet, és diszkussziók zajlanak arra vonatkozóan, hogy egy adott médium vagy egy speciális termelési mód hatása valójában mekkora is.
Az információs társadalom elvének egy másik problémája, hogy nem jöhet létre könnyen megállapodás a kifejezés definíciójáról, hiszen az nem csak a művészeteket, a szövegeket, az ábrákat és a tudományos elméleteket, hanem a hazugságokat, a futball eredményeket, a trivialitásokat, magánleveleket, hibákat is tartalmaz és így tovább. Az információ nem szükségszerűen hatékony és hasznos, káros is lehet.

## A rá vonatkozó kifejezések
A jelenlegi használatban számos kifejezés hangsúlyozottan kapcsolatban áll vele, de különböző szempontból közelíti a növekvő globális gazdasági rendet. Az „információ társadalom” persze a legátfogóbb, ahol a gazdaság részhalmaza a társadalomnak. Az információs kor valami korlátok közé zárt dolog, ami egy 30 éves időszakra vonatkozik a számítógépek elterjedése és a tudásgazdaság kialakulása között, sokkal inkább, mint egy felemelkedő gazdasági rendre. A tudás kora sokkal inkább a tartalomra irányul, semmint a szociökonómiai folyamatokra, amelyek által a kereskedelmük zajlik. A számítógép forradalom, információ forradalom és a tudásforradalom különféle forradalmi átalakulásokra vonatkozik, sokkal inkább, mint a végső államra, amely felé evolválunk.
Az információ gazdaság és a tudásgazdaság a tartalmat vagy a szellemi tulajdont hangsúlyozza. A tudás szolgáltatások egyesítik a tudásmenedzsmentet egy tudás szervezetbe, ami a tudáspiacon működik. Az elektronikus kereskedelem és az elektronikus üzlet a tranzakciók természetére és a futó üzletek természetére helyezi a hangsúlyt ezzel összefüggésben használva az internet és a world wide web kifejezést. Az internet gazdaság azon piacok természetére fókuszál, amiket az internet tett lehetővé. A digitális gazdaság inkább a bitekkel való kereskedelemre fókuszál a virtuális térben, mintsem atomokkal a valódi térben. A hálózat gazdaság nyomatékosítja, hogy az üzletek együttesen a weben vagy gazdasági rendszerekben jobban fognak működni, mint különálló egységekben. A társadalmi hálózatok pedig masszív, globális léptékű együttműködésre vonatkoznak.
Noha ránézésre szinonimák, mindegyik kifejezés eltérő szempontból kezeli ugyanazt a dolgot. Mindegyik megjelenít egy attribútumot a fejlődő posztindusztriális társadalom gazdasági tevékenységének természetéből. Alternatív módon az új gazdasági rend mindet egyesítheti, sőt több olyan attribútumot is, ami teljesen még fel sem merült.

## Fenntarthatósági vonatkozások
Lorenz M. Hilty Archiválva 2010. május 12-i dátummal a Wayback Machine-ben az információs infrastruktúra kiépítésével járó eddigi energiafelhasználás változásokat vizsgálva kimutatja, hogy a hatékonyságnövelés az úgynevezett visszacsapó hatás (rebound effect) miatt nem jár a környezetet érő terhelés csökkenésével, ezért az az ígéret, hogy az információs társadalom automatikusan jobb környezetállapotot eredményez egyelőre nem valósul meg, ehhez politikai döntésekre, szabályozásra is szükség van. Christian Fuchs az információs társadalom ideológiáját igyekszik megfogalmazni, ugyanakkor a fenntarthatóság szempontjából értékelni. Míg az információs társadalom egyfajta anyagtalanságot sugall, sok természetvédelmi és egészségügyi problémát okoz a különféle számítástechnikai berendezések legyártásához szükséges ércek bányászata, e készülékek avulás miatti gyakori cseréje, valamint a képződő hulladék.
Gyulai Iván felhívja a figyelmet a bölcsesség és tudás közötti különbségre, s a jelen tudás társadalom trendjét úgy értékeli, hogy abban túl sok szó esik a "hogyan"-okról és túl kevés a "miért"-ekről, így a tudás jelenleg pusztán az egyre kíméletlenebb piaci verseny eszköze, így nem visz közelebb egy fenntarthatóbb élethez, mivel a gazdasági versengés és növekedés sok környezeti ártalommal jár. Gyulai ezért a bölcsesség alapú társadalomra való törekvést javasolja, amelyben több közös beszélgetést folytatnánk a társadalmi jóról.